# Pla d’Urgell
Pla d’Urgell (spanyolul Plana de Urgel) járás (comarca) Katalóniában, Lleida tartományban. Pla d’Urgell Noguera, Urgell, Garrigues és Segrià comarcákkal határos.

## Települések
A települések utáni szám a népességet mutatja.
- Barbens - 795
- Bell-lloc d’Urgell - 2 068
- Bellvís - 2 137
- Castellnou de Seana - 697
- Fondarella - 721
- Golmés - 1 433
- Ivars d’Urgell - 1 781
- Linyola - 2 464
- Miralcamp - 1 248
- Mollerussa - 10 625
- El Palau d’Anglesola - 1 741
- El Poal - 651
- Sidamon - 679
- Torregrossa - 2 213
- Vila-sana - 570
- Vilanova de Bellpuig - 1 111